# セッレ
セッレ（伊: Serre）は、イタリア共和国カンパニア州サレルノ県にある、人口約3,900人の基礎自治体（コムーネ）。

## 地理

### 位置・広がり

#### 隣接コムーネ
隣接するコムーネは以下の通り。
- アルバネッラ
- アルタヴィッラ・シレンティーナ
- カンパーニャ
- エーボリ
- ポスティリオーネ

## 自然・環境

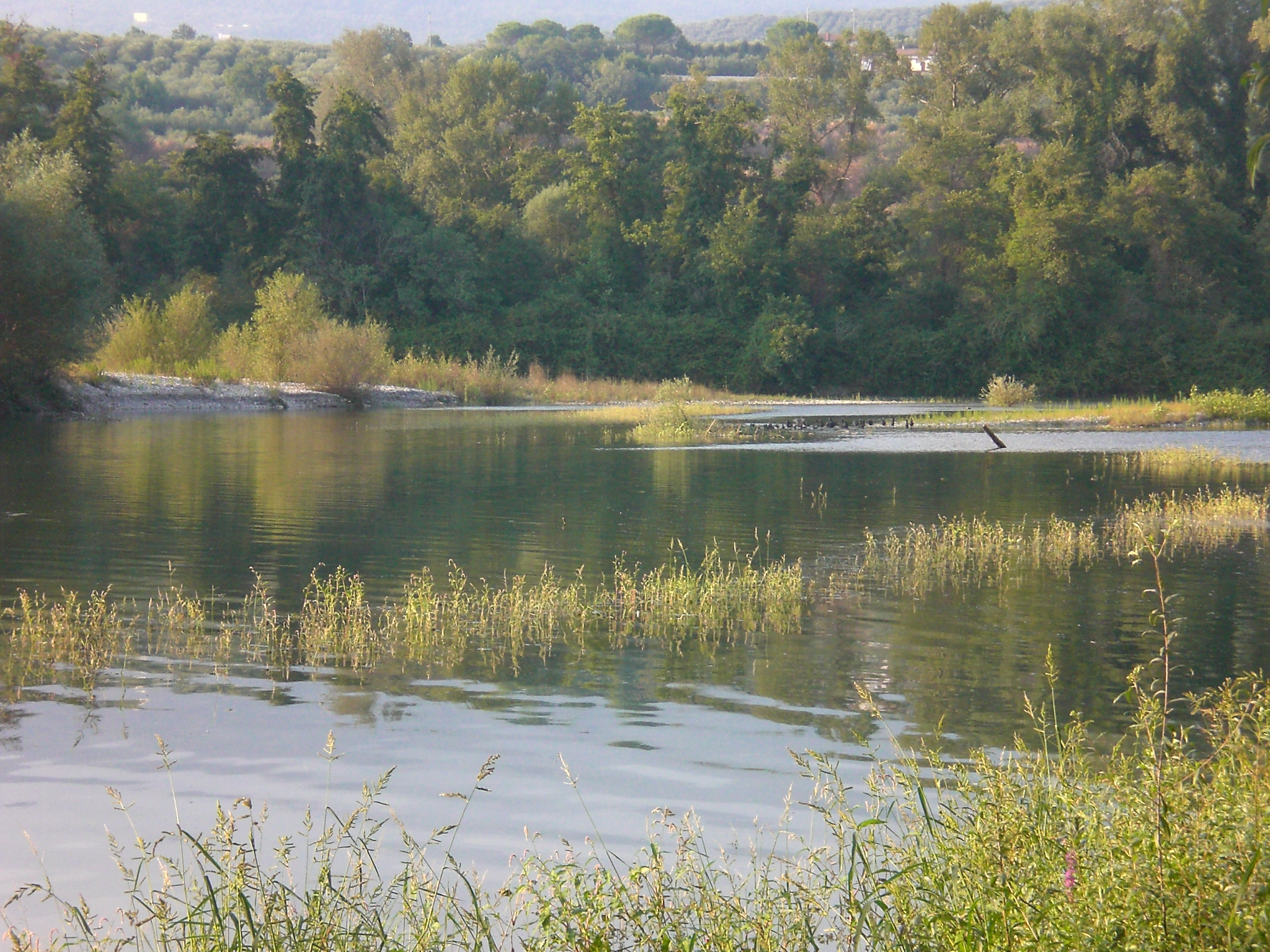

セーレ川 を堰き止めて作られた人工湖で、カンパーニャからセッレにかけて広がるペルサーノのオアシスはユーラシアカワウソ、ホシハジロ、アペニンキバラスズガエルなどの生息地で、ラムサール条約登録湿地である。イタリアのラムサール条約登録地一覧も参照。